# أندريه وولفولك
أندريه وولفولك (بالإنجليزية: Andre Woolfolk)‏ هو لاعب كرة قدم أمريكية أمريكي، ولد في 26 يناير 1980 في دنفر في الولايات المتحدة.

## وصلات خارجية
- أندريه وولفولك على موقع مرجع كرة القدم المحترفة.كوم (الإنجليزية)